# Chuck Mellor
Charles Lawrence „Chuck” Mellor (ur. 27 grudnia 1893 w Chicago, zm. 11 lutego 1962) – amerykański lekkoatleta, uczestnik igrzysk olimpijskich w Antwerpii (1920)  i igrzysk w Paryżu (1924).

## Występy na igrzyskach olimpijskich
Mellor wystartował na igrzyskach olimpijskich w 1920. Brał udział w maratonie, który się odbył 22 sierpnia 1920. Dystans 42,750 km przebiegł w czasie 2:45:30,0 h zajmując 12. miejsce.
Na kolejnej olimpiadzie w Paryżu Mellor także wystartował w maratonie, który odbył się 13 lipca 1924. Tym razem dystans 42,195 km przebiegł w czasie 3:24:07,0 h i zajął 25. miejsce.

## Rekordy życiowe
- maraton – 2:30:04 h (1920)